# Donnchad mac Gilla Pátraic
Donnchad mac Gilla Pátraic (mort en 1039) est roi d'Osraige (1003-1039) et  roi de Leinster (1033-1039).

## Règne
Donnchad mac Gilla Pátraic  est le fils de Gilla Pátraic mac Donnchada, roi d'Osraige de 976 à 996 et ancêtre éponyme de la lignée. Donnchad accède au trône en tuant, son cousin  Cellach mac Diarmata, lui-même successeur de son père pendant sept années selon le Livre de Leinster Selon les Annales des quatre maîtres  « Ceallach, fils de Diarmaid, seigneur d'Osraighe, est tué par Donnchadh, fils de Gillaphadraig, le fils du frère de son père » Ce meurtre est peut-être à l'origine ou la continuation de la faide qui opposera deux factions du sept au cours du siècle.
Dès le début de son règne de 31 ans selon la liste « Reges Ossairge » du Livre de Leinster, il ne cache pas sa volonté de dominer au moins partiellement le Leinster. En 1015 il  est à l'origine du meurtre à Leithghlinn de Donncuan mac Dúnlainge roi de Leinster et de Tadgh Ua Riain seigneur de Uí Dróna qui s'étaient alliés sans doute pour faire face à ses ambitions
En 1033 il dépose Donnchad mac Dúnlainge qu'il fait aveugler en 1036 et qui meurt de son supplice. De ce fait le Livre de Leinster lui accorde un règne de trois ans (?) sur « une grande partie du Leinster ». En 1039 Donnchad mac Donnchadh le chef du sept Uí Fáeláin est tué par Domhnall Ua Fearghaille seigneur de Fortuatha. La même année Donnchad mène une expédition dans le royaume de Mide jusqu'à  Cnogba (Knowth)

## Succession et postérité
Donnchad mac Gilla Pátraic meurt en 1039 après « une longue maladie »  Diarmaid, son fils ainé et tanaiste, ayant été tué en 1036   il a comme successeurs conjoints dans son royaume d'Osraige
- son second fils Gilla Pátraic mac Donnchada II  de 1039 à 1055 et
- son frère Muirchertach mac Gilla Pátraic  « leth ri » de la « moitié de l'Osraige » en 1036, tué par trahison dès 1041 par les Ui Caelluidhe c'est-à-dire les O'Kealys de Magh Lacha[9]

Dans le Leinster Murchad mac Dúnlainge récupère le trône familial
Aífe, une fille de Donnchad mac Gilla Pátraic, sera la mère de  Diarmait mac Mail na mBo qui établira après trois siècles d'éclipse l'hégémonie des Uí Cheinnselaigh sur le royaume de Leinster et avec lequel Donnchad agira souvent de concert pour contrer les visées hégémoniques du roi de Munster Donnchad mac Briain sur le sud de l'Irlande.

## Article lié
- Liste des rois de Leinster

## Sources primaires
- Livre de Leinster,Rig Laigin et Rig Hua Cendselaig sur CELT: Corpus of Electronic Texts at University College Cork
- Annales d'Ulster Annales des quatre maîtres sur CELT: Corpus of Electronic Texts at University College Cork

## Sources secondaires
- (en) T.W Moody, F.X. Martin, F.J. Byrne, A New History of Ireland IX Maps, Genealogies, Lists. A companion to Irish History part II, Oxford, Oxford University Press, 2011, 690 p. (ISBN 978-0-19-959306-4), p. 134 & 200 Kings of Leinster to 1171 & Kings of Osraige 842 -1176 p. 135  et 202
- (en) J.F. Shearman, « Loca Patriciana: Part XII. The Early Kings of Ossory: The Seven Kings of Cashel Usurpers in Ossory: The Kings of the Silmaelodra-Of the Clan Maelaithgen - Maelduin Mac Cumiscagh-Cearbhall Mac Dungal: The Anglo-Norman Invasion of OssoryMartin the Elder, a Patrician Missionary in Ossory: His Churches », The Journal of the Royal Historical and Archaeological Association of Ireland, vol. 4 no 33/34,‎ 1878, p. 336-408 (JSTOR 25506726) Consulté le 23 mars 2021